# Yaya Seyba
Yaya Seyba (* 1956 oder 1957) ist ein ehemaliger malischer Leichtathlet, der sich auf den 400-Meter-Lauf spezialisiert hatte.

## Sportliche Laufbahn
Seyba nahm an den Olympischen Sommerspielen 1988 in Seoul teil. Im Wettlauf über 400 Meter schied er in den Vorläufen aus.